# Nutrición holozoica

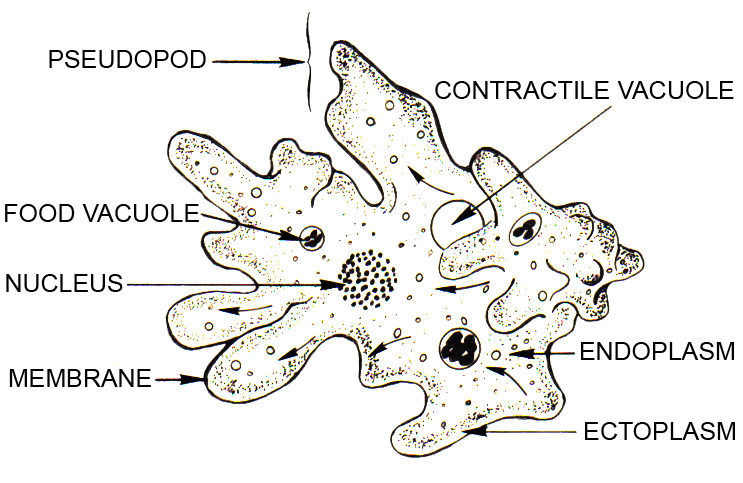
Amoeba, Entamoeba histolytica utiliza nutrición holozoica.

Nutrición holozoica (del griego: holo -totalidad y zoikos -de animales) es un tipo de nutrición heterótrofa que se caracteriza por la internalización (ingestión) y procesamiento interno de líquidos o partículas sólidas de alimentos. Los protozoos, como las amebas, y la mayoría de los animales de vida libre exhiben este tipo de nutrición en la que los alimentos ingresan al cuerpo en forma líquida o sólida y luego se descomponen.
En la nutrición holozoica, la energía y los componentes orgánicos se obtienen al ingerir y luego digerir otros organismos o partes de otros organismos, incluida la materia orgánica en descomposición. Esto contrasta con la nutrición holofítica, en la que la energía y los elementos básicos orgánicos se obtienen a través de la fotosíntesis o la quimiosíntesis, y con la nutrición saprozoica, en la que las enzimas digestivas se liberan externamente y los monómeros resultantes se absorben directamente del medio ambiente.
Hay varias etapas de la nutrición holozoica, que a menudo ocurren en compartimentos separados dentro de un organismo:
1. Ingestión: En los animales, se trata simplemente de ingerir alimentos por la boca. En los protozoos, esto ocurre más comúnmente a través de la fagocitosis.
2. Digestión: La descomposición física de partículas complejas de alimentos orgánicos y grandes y la descomposición enzimática de compuestos orgánicos complejos en moléculas pequeñas y simples.
3. Absorción: El transporte activo y pasivo de los productos químicos de la digestión fuera del compartimiento que contiene alimentos y dentro del cuerpo.
4. Asimilación: Los productos químicos utilizados para varios procesos metabólicos